# Don Gil de las calzas verdes
Don Gil de las calzas verdes es una comedia de intriga y enredo obra de Tirso de Molina. Se sabe que fue estrenada en Toledo, en el Mesón de la Fruta, en julio de 1615, por parte de la compañía de Pedro de Valdés. Se publicó por primera vez en 1635, en la Quarta parte de las comedias del Maestro Tirso de Molina editadas por Francisco Lucas de Ávila, sobrino Tirso. Es considerada una de las obras más logradas del teatro barroco español, por la calidad de su trama de enredo. Es un ejemplo destacado de uno de los recursos más habituales de la comedia nueva creada por Lope de Vega: el de la doncella disfrazada de varón.

## Personajes
- Doña Juana, doncella de Valladolid, enamorada de Don Martín, que se hará pasar por un caballero, Don Gil, ante Doña Inés, provocando la confusión, pues Don Martín se presentaba con el mismo nombre falso.
- Don Martín, caballero de Valladolid, que para casarse con Doña Inés adopta el falso nombre de Don Gil.
- Doña Inés, doncella de Madrid, cuyo padre quiere casarla con Don Martín y que se ha enamorado de Don Gil/Doña Juana.
- Caramanchel, criado de Don Gil/Doña Juana.
- Don Pedro, padre de Doña Inés.
- Don Juan, caballero de Madrid, enamorado de Doña Inés, quien le correspondía antes de enamorarse de Don Gil/Doña Juana.
- Doña Clara, prima de Doña Inés.
- Valdivieso, escudero de Doña Juana.
- Don Diego
- Don Antonio
- Celio
- Fabio
- Decio
- Quintana, criado de Doña Juana.
- Aguilar, paje.
- Un alguacil
- Osorio
- Músicos